# Hygophum
Hygophum is een monotypisch geslacht van straalvinnige vissen uit de familie van lantaarnvissen (Myctophidae). Het geslacht is voor het eerst wetenschappelijk beschreven in 1939 door Bolin.

## Soort
- Hygophum atratum Garman, 1899